# 短毛楼梯草
短毛楼梯草（学名：Elatostema nasutum var. puberulum）为荨麻科楼梯草属下的一个变种。

## 扩展阅读
- 維基物種上的相關：短毛楼梯草